# Opodiphthera helena
Opodiphthera helena är en fjärilsart som beskrevs av White 1843. Opodiphthera helena ingår i släktet Opodiphthera och familjen påfågelsspinnare. Inga underarter finns listade i Catalogue of Life.

## Bildgalleri

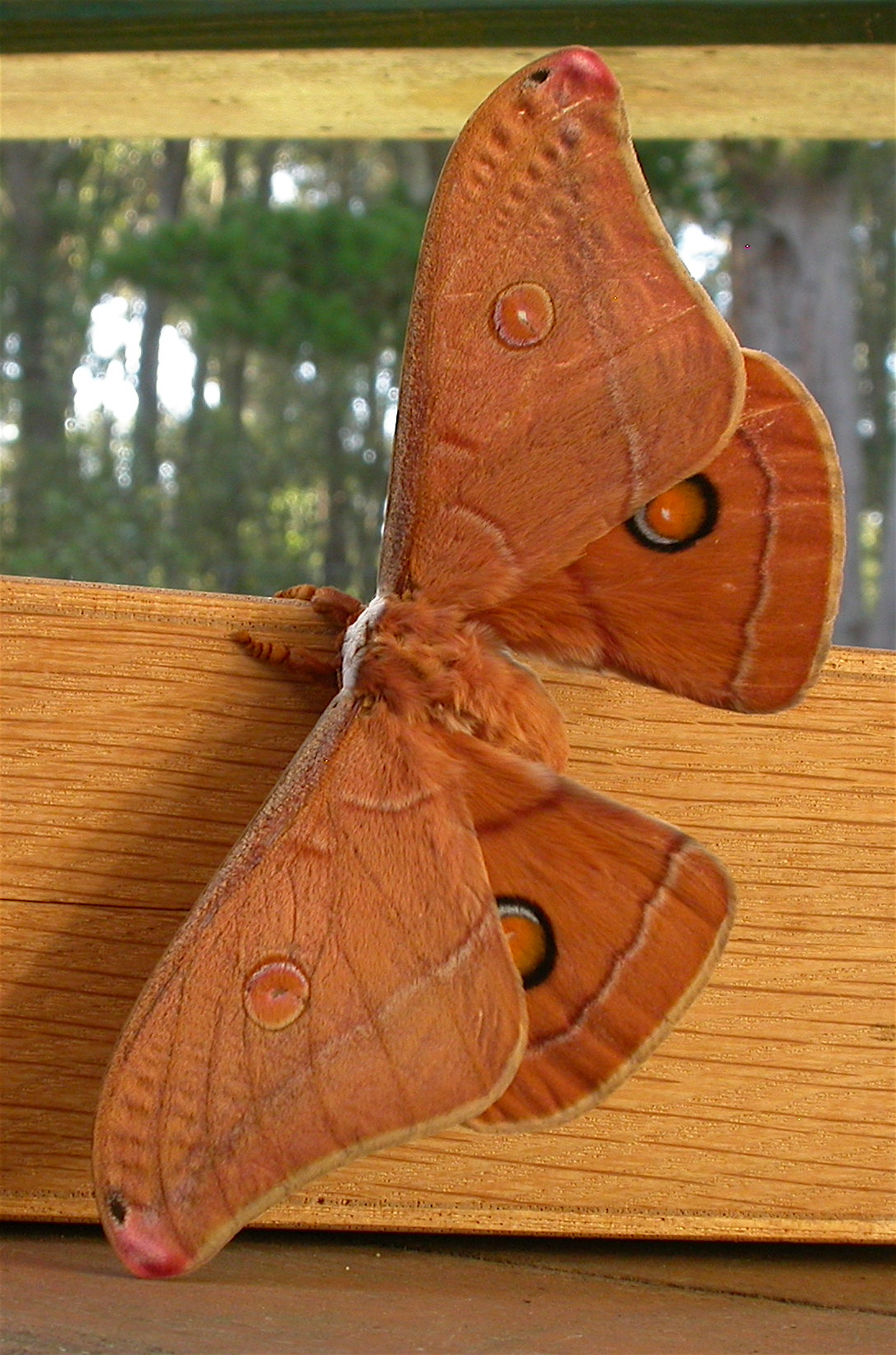